# Нордхаузен (окръг)
Нордхаузен (на немски: Nordhausen) е окръг в провинция Тюрингия, Германия, с площ 710,9 км2 и население 84 697 души (по приблизителна оценка за декември 2017 г.). Административен център е град Нордхаузен.